# Fabio Francolini
Fabio Francolini (* 12. August 1986 in Cantù) ist ein italienischer Inline-Speedskater und Eisschnellläufer. Er begann im Alter von fünf Jahren mit dem Inlineskaten.
Francolini ist mehrfacher Welt- und Europameister im Inline-Speedskating. Seit 2004 hat er dabei regelmäßig an Meisterschaften teilgenommen und neben seinen Titeln auch zahlreiche Silber- und Bronzemedaillen gewonnen.
Francolini startete von 2006 bis 2010 in verschiedenen Teams für Powerslide. 2011 war er Mitglied im Alessi World Team. Seit 2012 läuft er für das EOSkates World Team an der Seite von Yann Guyader.
Seit 2010 ist Francolini auch als Eisschnellläufer aktiv. Dabei konzentriert er sich besonders auf Marathon Rennen. Er startet für das niederländische Radson-Jinstal Team. Bei der WM 2015 gewinnt er im erstmals ausgetragenen Massenstart die Silbermedaille.

## Palmarès

### 2003
- JWM in Barquisimeto
  - Bronze 10000 m Punkte-Auss. (Bahn), 15000 m Auss. (Bahn), 5000 m Punkte (Straße) und Marathon

### 2004
- EM in Groningen
  - Gold 10000 m Staffel (Straße)

### 2005
- World Games in Duisburg
  - Bronze 3000 m und 10000 m Auss.
- WM in Suzhou
  - Silber 1000 m (Bahn) und 15000 m Auss. (Bahn)
- EM in Jüterbog
  - Silber 5000 Staffel (Bahn)
  - Bronze 10000 m Punkte (Straße) und 10000 m Staffel (Straße)

### 2006
- WM in Anyang
  - Silber 5000 m Staffel (Straße)
- EM in Cassano d’Adda
  - Silber 15000 Auss. (Bahn), 10000 m Punkte (Straße) und 20000 Auss. (Straße)
- World-Inline-Cup
  - 2. Platz Dijon und Suzhou

### 2007
- WM in Cali
  - Gold 10000 m Punkte-Auss. (Bahn)
  - Silber 5000 m Staffel (Bahn) und 5000 m Staffel (Straße)
    - Bronze 20000 m Auss. (Straße)
- World-Inline-Cup
  - 2. Platz Gesamtwertung
  - 2. Platz Seoul und Biel
  - 3. Platz Basel

### 2008
- WM in Gijón
  - Gold 3000 m Staffel (Bahn)
  - Silber 15000 Auss. (Bahn)
- EM in Gera
  - Gold 10000 m Punkte-Auss. (Bahn)
  - Silber 15000 m Auss. (Bahn)
- World-Inline-Cup
  - 3. Platz Gesamtwertung
  - 2. Platz Weinfelden und Berlin-Marathon
  - 3. Platz Suzhou und Biel

### 2009
- WM in Haining
  - Bronze 10000 m Punkte (Straße)
- EM in Ostende
  - Gold 15000 Auss. (Bahn) und 20000 Auss. (Straße)
  - Silber 5000 m Staffel (Straße) und Marathon
  - Bronze 3000 m Staffel (Bahn)
- 2. Platz Kriterium Groß-Gerau

### 2010
- WM in Guarne
  - Silber 10000 Punkte (Straße)
- EM in San Benedetto del Tronto
  - Gold 15000 m Auss. (Bahn)
  - Bronze 3000 m Staffel (Bahn), 20000 m Auss. (Straße) und 5000 m Staffel (Straße)
- World-Inline-Cup
  - 3. Platz Pamplona und Biel
- 2. Platz Kriterium Groß-Gerau

### 2011
- WM in Yeosu
  - Gold 20000 m Auss. (Straße)
- EM in Heerde und Zwolle
  - Silber 15000 m Auss. (Bahn) und Marathon
  - Bronze 5000 m Staffel (Straße)

### 2012
- WM in Ascoli Piceno und San Benedetto del Tronto
  - Gold 10000 m Punkte-Auss. (Bahn)
  - Silber 15000 m Auss. (Bahn), 20000 m Auss. (Straße) und 5000 m Staffel (Straße)
- EM in Szeged
  - Gold 10000 Punkte-Auss. (Bahn), 15000 m Auss. (Bahn) und 3000 m Staffel (Bahn)
  - Silber 1000 m (Bahn)

### 2013
- WM in Ostende
  - Silber 15000 m Auss. (Bahn), 3000 m Staffel (Bahn) und 5000 m Staffel (Straße)
  - Bronze 10000 m Punkte-Auss. (Bahn), 10000 m Punkte (Straße) und 20000 m Auss. (Straße)
- EM in Almere
  - Gold 15000 m Auss. (Bahn), 3000 m Staffel (Bahn) und 20000 m Auss. (Straße)
  - Silber 1000 m (Bahn) und 4000 m Mixed (Bahn)
  - Bronze Marathon

### 2014
- EM in Geisingen
  - Silber 15000 m Auss. (Bahn), 10000 m Punkte (Straße), 20000 m Auss. (Straße)
  - Bronze 5000 m Staffel (Straße) und Marathon

### 2015
- Eisschnelllauf-WM in Heerenveen
  - Silber Massenstart
- EM in Wörgl und Innsbruck
  - Gold 10000 m Punkte (Straße), 20000 m Auss. (Straße) und 5000 m Staffel (Straße)
  - Silber 3000 m Staffel (Bahn)

### 2016
- EM in Heerde
  - Gold 10000 m Punkte-Auss. (Bahn) und 3000 m Staffel (Bahn)
  - Silber 15000 m Auss. (Bahn)
  - Bronze 5000 m Staffel (Straße)